# زبان کهمره‌ای
زبان کوهمره ای(کهمره ای )، یکی از کهن‌ترین زبان‌های ایرانی نو و بازماندهٔ زبان‌های ایرانی میانه و از شاخهٔ جنوب‌غربی (زبان فارسی دورهٔ ساسانی) به‌شمار می‌رود. درصورتی‌که زوایای پنهان آن بیش از آنچه تا امروز مورد بررسی قرار گرفته، شکافته شود، جز همسانیِ ساخت دستوریِ آن با زبان پارسی میانه، با توجه به تعدادی آوای ویژه در آن، نشان می‌دهد که این زبان ریشه در یکی از زبان‌های همزمان با پارسی باستان دارد.یکی از ویژگی‌های کهن این زبان ساختار ارگاتیو است.

## مقایسه با زبان‌های ایران باستان
زبان کوهمره ای دارای واژه‌ها، افعال و ویژگی‌های بسیاری از زبان‌های ایران باستان است.
در زبان پارسی میانه ساسانی و پارتی اشکانی ماضیِ افعال متعدی و لازم، به دو صورت صرف می‌شده‌اند که به آن ارگتیو می‌گویند. این ویژگی از زبان فارسی میانه ساسانی توسط مردمان کوهمره حفظ شده‌است و در کوهمره رایج است:
| پارسیگ(زبان رسمی ساسانیان)        | فارسی  | کوهمره‌ای      | لری      |
| --------------------------------- | ------ | ------------- | -------- |
| im-kird um-kird (ام کرد)          | کردم   | اوم کِه اوم کی | کِردوم    |
| it-dīd ut-dīd (ات دید)            | دیدی   | اوت دی اٛت دی  | دیڌی دیی |
| iš-zad uš-zad (اش زد)             | زد     | اش زه اوش زه  | زَه       |
| imān-xward umān-xward (امان خوَرد) | خوردیم | مۊ خه مۊ خوؤه | خَردیموݩ  |

و…
| فارسی میانه         | فارسی امروزی                 | کوهمره ای    | لری                       |
| ------------------- | ---------------------------- | ------------ | ------------------------- |
| (هَمێ)شُتَم (هَمێ)رَفتَم  | می‌رفتم می شدم (فارسی کلاسیک) | مؽشتَم می‌رَفتم | ایرَئتوم                   |
| بودَم                | شدم                          | بِڌَم بوڌَم     | بیڌوم بیوم                |
| آمَدَم                | آمدم                         | ٱندَم         | اۊمَم(مشترک) اۊمَڌوم اۊمیَوم |
| اۆفتادَم اۆوَستَم کَفتَم | افتادم                       | ٱوَسِڌم        | وَئسوم                     |
| خْوَفتَم خْوابیدَم       | خوابیدم                      | خَفتِدَم خوؤَتِدم | خۉسیڌوم خۉسیوم            |

|              | فارسی میانه          | فارسی امروزی | کوهمره ای         |
| ------------ | -------------------- | ------------ | ----------------- |
| اول شخص مفرد | um/im (ام گُفت)       | am(گفتم)     | om/em (اوم گو)    |
| دوم شخص مفرد | ut/it (ات گفت)       | ī(گفتی)      | ot/et (اوت/اٛت گو) |
| سوم شخص مفرد | uš/iš (اش گفت)       | ندارد (گفت)  | oš/eš (اوش/اٛش گو) |
| اول شخص جمع  | umān/imān (امان گفت) | īm(گفتیم)    | mū (مۊ گو)        |
| دوم شخص جمع  | utān/itān (اتان گفت) | īd(گفتید)    | tū (تۊ گو)        |
| سوم شخص جمع  | ušān/išān (اشان گفت) | and(گفتند)   | šū (شۊ گو)        |

| کوهمره‌ای           | فارسی         | زبان ساسانیان          | زبان هخامنشیان      |
| ------------------ | ------------- | ---------------------- | ------------------- |
| بِشتَن اٛشتِن          | رفتن (شدن)    | شُتَن، رَفتَن              | šutanaiy بن ماضی:شُتَ |
| شَیِسَن، شَییڌن        | توانستن       | شاییدن، شایستن تُوانستن |                     |
| می‌شَم/می‌شَمی         | می‌روم         | (همێ)شَوَم               | šavamiy شَوَمی        |
| اوم گو             | گفتم          | اُِم گُفت                 |                     |
| دوئت               | دخت، دختر     | دُخت، دُختر              | duxta دُختَ           |
| پوس                | پسر           | پُس، پُسَر                | puça پُسَ             |
| اوم دی             | دیدم          | اُِم دیت، اُِم دید         |                     |
| اوم زَه، اوم زِی     | زدم           | اُم زَت، اُم زَد           |                     |
| مۊ کِه              | کردیم         | اُِمان کِرد               |                     |
| وابوڌن، وابِڌن      | شدن           | بودَن، شدن              | būtanaiy بن‌ماضی:بوتَ |
| اٛت نا اوت نا       | نهادی، گذاشتی | اُ‌‌ِت نِهاد                |                     |
| خَفتِڌَن، خَتِڌَن خوؤَتِڌَن | خوابیدن       | خُوَفتَن، خوابیدَن         |                     |
| اوم دِڌسا، اوم دیسا | دیده بودم     | اُم دیدِستاد             |                     |
| دۊش                | دیشب          | دۆش، دیگ‌شَب             |                     |
| کالِڌَن              | کاشتن         | کاریدن                 |                     |
| بونگ               | بانگ، صدا     | وانگ                   |                     |
| ٱوَسِڌَن، اوفتیڌَن     | افتادن        | اۆبَستَن، اۆفتادن        |                     |
| مؽشتَم/ مؽشتَمی      | می‌رفتم        | (هَمێ)شُتَم               | šutamiy شُتَمی        |
| هَم/سَم/سِیَم          | هستم/اَم       | هَم/سْتَم                 | ahmiy اَهمی          |

## لهجه‌ها
زبان کوهمره ای دارای لهجه‌های مختلفی است. از مهم‌ترین لهجه‌های آن می‌توان به لهجه‌های دوسیرانی، جروقی، گرگدانی، نودانی، بورنجانی، دیکانکی، پاپونی ،سمغانی،کنده ای ،کوزرگی، بککی،ابوالحیاتی، سرخی،موردکی، رمقانی ،لهجهٔ کوهمره سرخی، لهجه کوهمره نودان، شورابی و شامل تمامی دیگر لهجه های محلی روستاهای کوهمره که با عنوان زبان  کوهمره ای صحبت می‌کنند.
مقایسه برخی واژگان و افعال در لهجه‌های سمغانی ،نودانی ،دوسیرانی ،دیکانکی :
| واژه       | سمغانی            | دوسیرانی      | نودانی      | دیکانکی     |
| ---------- | ----------------- | ------------- | ----------- | ----------- |
| بخواب      | اۊخَفت             | هۊخَت          | اۊخَت        | اۊخَت        |
| بروم       | اۊشَم              | هۊشَم          | بِشَم         | اۊشَم        |
| می‌روی      | می‌شِی              | می‌شَه          | می‌شِی        | می‌شِی        |
| زدی        | اٛت‌زَه              | اوت‌زَه         | اٛت‌زَه        | اٛت‌زَه        |
| رساندم     | اوم‌ رِسَنی          | اوم‌ رِسوند     | اوم‌ رَسَند    | اوم‌ رَسوند   |
| می‌خورَد     | می خو             | می خَه         | می خو       | می خو       |
| خریدم      | اوم سَه            | اوم سَه        | اوم سَه      | اوم سَه      |
| می‌کنم      | می‌کونَم            | می‌کونَم        | می‌کونَم      | می‌کونَم      |
| می‌زند      | می‌زِندی            | می‌زِند         | می‌زِند       | می‌زی        |
| هست        | هِن                | هِن            | هِن          | هِن          |
| برداشته ام | اوم‌واسِسِه          | اوم‌واسَڌَه      | اوم‌واسَڌَه    | اُم‌واسَڌِه     |
| ندارد      | اِش‌نی              | اوش‌نی         | اٛش‌نی        | اٛش‌نی        |
| می‌خندیم    | می‌خَنَم             | می‌خَنوم        | می‌خَنوم      | می‌خَنوم      |
| بکشم       | بِکِشَم              | بَکِشَم          | بِکَشَم        | بِکَشَم        |
| دیده‌ام     | اوم دِڌِه           | اوم دِڌَه       | اوم دِڌِه     | اوم دیڌِه    |
| شدی        | وابِڌِی             | وابِڌَه         | وابِڌِی       | اوبیڌِی      |
| در، اندر   | ٱتی، ٱتو          | ٱتی، ٱتو      | ٱتو         | ٱتو         |
| رفتم       | بِشتَم              | اؽشتَم         | اٛشتَم        | اٛشتَم        |
| کردم       | اوم کِه            | اوم کِه        | اوم کِه      | اوم کی      |
| بتواند     | اٛش بِشا            | اوش بَشا       | اٛش بِشا      | اٛش بِشا      |
| بمیرد      | بِمی               | بَمی           | بِمی         | بِمی         |
| نرو        | مَشو               | مَشو           | نَشو         | مَشو         |
| بخواهی     | اٛت بۊؤا/با        | اوت با        | اٛت بیا      | اٛت بیا      |
| بشین       | اۊنی              | هونی          | اۊنی        | اۊشی        |
| بردار      | واسو              | واسو          | واسو        | واسو        |
| آمدی       | ٱندِی              | ٱندَه          | ٱندِی        | ٱندِی        |
| می‌نشینم    | می‌نِیَم             | می‌نیَم         | می‌نیَم       | می‌شینَم      |
| می‌زنم      | می‌زَم              | می‌زِنَم         | می‌زَنَم       | می‌زِنَم       |
| مالید      | اٛش موشت           | اوش موشت      | اٛش موشت     | اٛش موشت     |
| کوچک       | خورد              | لِشَک           | لِشک         | لِش          |
| پسر        | پوس               | پوس           | پوس         | پوس         |
| انداختن    | کَرزِڌَن             | کَرزِڌَن         | اٛنداختن     | اِنداختن     |
| مرموز،آرام | لیم               | لیم           | لیم         | لیم         |
| بهشون‌بگویَد | شۊ ئَه بِگِه         | شۊ ئه‌ بوگو    | شۊ ئه‌ بوگو  | شۊ ئه‌ بوگو  |
| زد         | اٛش‌زَه              | اوش‌زَه اوش‌زِیتی | اٛشَ‌زَه اٛش‌زِیتی | اٛش‌زَه اٛش‌زِیتی |
| توانستید   | تۊ شِیی            | تۊ شِیس        | تۊ شِیس      | تۊ شِیس      |
| می‌توانیم   | مۊ میشا           | مۊ میشا       | مۊ میشا     | مۊ میشا     |
| جویدم      | اوم کورچَنا/کورچنی | اوم کورچوند   | اوم کورچَند  | اوم کورچوند |

## شناسه و ضمیر
شناسه افعال ماضی لازم و افعال مضارع:
am: َم / ey,a:ای / e,et,ed,_: َد،_ / ūm:ایم / īn,ī:اید / en:اند

به الفبای کوهمره‌ای:
ٱم
ـهَ،ـِ‌ی
_، ـهِ، ـِ‌ت، ـِ‌د
اۊم
ای،این
ـِ‌ن
می نویسَم:می‌نویسم / مُردَم:مردم
می نویسِی، می نویسَه:می‌نویسی / مردِی، مردَه:مردی
می نویسِه، می نویسِد:می‌نویسد / مرد:مرد
می نویسوم:می‌نویسیم / مردوم:مردیم
می نویسین، می‌نویسی:می نویسید / مردین، مردی:مردید
ما: ما
شوما: شما
اۊنا،اۊنالَه:آنها
صفات ملکی:
ـَ‌م= مال من،اَم
ـ‌َت=مال تو، اَت
ـَ‌ش= مال او، اَش
مۊ= مال ما، مان
تۊ = مال شما،تان
شۊ = مال آنها،شان

## نمونه واژه
واژگان:
پُس:پسر / دُهت:دختر / شی، شو، میرَه:شوهر / بُوا:پدر / دَیی:مادر / هِن:هست / هابَن:ببند / تَهر:مثل، مانند / اِشتَم، بِشتَم:رفتم / داذ:سن / پَس:پشت، عقب / نَها:جلو، روبرو / هاذِه، آذِه:بده / همبار:آرام / پوی، اَپوی، اَمپوی:با / اَزیر:زیر / شَنَک:شانه / هیبا:نزد / پَرَهکی:پراکنده / هُشن:روشنایی / اِسبا:بیاور / میشَم:می‌روم / واسُ:بردار، بگیر / داوَت، دُوَت:عروسی / مید، می:مو / شات:شاید / اَتو، اَتی:در، اندر / بِختَر:بهتر / بِشَم، اوشَم، هوشَم:بروم / (اُ) مِن:دارم / (اِ) تِن:داری / بین:باشید / ایذَم، حالی:این‌وقت، الان، اینک / اوذَم:آن وقت / خُیگ، خاگ:تخم مرغ / چِش:چشم / لَغَت:لگد / اوخَت، هوخَت، اوخَفت:بخواب / اونی، هونی، اوشین:بنشین / اُم زِی، اُم زَه:زدم / اِت خُوَه:خوردی /همسا، همساذَه:همسایه / زَهرَه:جرئت / بَری:بلوط / جَمَه:جامه، لباس / زانی، زونی:زانو / اُم میشا:می‌توانم / اَور:ابر / کُلواسه:زخم درحال ترمیم / کُهته:چیزی که روی زخم می‌بندند / کُهشور:سیل / توم زه:تورا زدم / دِرام:بشکه / میشا:می توان / (اُ) مِشنُفت:شنیدم / ات میا: می‌خواهی / واشَنم:بکارم / واسَنم:بردارم / مَهجِت:مسجد / بون:بام / کَنچَه،کَمچه:قاشق / سۆت:سوخت

## صرف فعل
نمونه افعال لازم:
اَندن:آمدن / اَوَسِدن، اُفتِدن، اُفتیدن:افتادن / خَفتِدن، خَتِدن:خوابیدن / پُکِدن، پُکیدن:ترکیدن / اِشتن:رفتن / شَسِدن:نشستن / واگِشتن:برگشتن / واشُدن، وابِدن، وابیدن:شدن
نمونه افعال متعدی:
زَدن:زدن / بیدن، بِدن:داشتن / کَرزیدن، وِر دادن:انداختن / وادیدن: پیدا کردن / واکَندن، واکنیدن:کندن / واپَهتن:جمع کردن/واشُندن، واشَنیدن، کالیدن، کِشتن:کاشتن / واداشتن:نگه داشتن / واداشتن:بازداشتن / واسَدن:برداشتن / گِرُفتن، گِرِهتن:گرفتن / اِشناختن، اِشناسیدن:شناختن / اِشنُفتن:شنیدن / اِشمُردن:شمردن / (وا) پُییدن:پاییدن / دَنِسن، دَنیدن:دانستن / شَیِسن، شَییدن:توانستن /خُوَردن، خَردن:خوردن
شیوه ساخت افعال مضارع (برای همهٔ مثال‌ها از فعل کردن استفاده شده است):
بن مضارع: کُ، کُن
مضارع اخباری: می+بن مضارع+شناسه
می کُنَم:می‌کنم
می کُنِی/می کُنَه:می‌کنی
می کو/می کُنْد:می‌کند
می کُنوم:می‌کنیم
می کُنی (ن):می‌کنید
می کُنِن:می‌کنند
مضارع التزامی: بِ، بَ، بُ+بن مضارع+شناسه
بُکُنَم، کُنَم:بکنم، کنم
بُکُنِی، بُکُنَه/کُنِی، کُنَه:بکنی
بُکو، بُکُنْد/کو، کُند:بکند
بُکُنوم، کُنوم:بکنیم
بُکُنی (ن)، کُنی (ن):بکنید
بُکُنِن، کُنِن:بکنند
مضارع مستمر: فعل کمکی (آسِی)+می+بن مضارع+شناسه
آسِی می کُنَم:دارم می‌کنم/آسِی می کُنِن:دارند می‌کنند
(در زبان کهمره ای از فعل کمکی آسِی استفاده می‌کنند برخلاف فارسی که از فعل دار+شناسه استفاده می‌شود)
شیوه ساخت افعال ماضی: در زبان کهمره ای ماضی افعال لازم (رفتن، آمدن، افتادن و…) شناسه بعد از بن ماضی می‌آید. همچنین در ماضی افعال متعدی (کردن، زدن، گفتن و…) شناسه قبل از بن ماضی می‌آید:
ماضی ساده:
افعال لازم: (برای مثال از صرف فعل اَندن:آمدن استفاده شده) شناسه بعد از بن ماضی می‌آید:
اَندَم:آمدم
اَندِی/اَندَه:آمدی
اَمَه، اَمو، اَمِی:آمد
اَندوم:آمدیم
اَندی (ن):آمدید
اَندِن:آمدند
افعال متعدی: (برای مثال از صرف فعل کِردن: کردن استفاده شده) شناسه قبل از بن ماضی می‌آید:
اُم کِه/کی:کردم
اُِت کِه/کی:کردی
اُِش کِه/کی:کرد
(اُ) مو کِه/کی:کردیم
(اُِ) تو کِه/کِی:کردید
(اُِ) شو کِه/کی:کردند
ماضی نقلی:
افعال لازم: صرف فعل اَندن: آمدن
اَندِسَم/اَنسَم:آمده‌ام
اَندِسِی/اَندِسه/اَنسِی:آمده‌ای
اَندِسه/اَندَِه/اَنسِه:آمده‌است
اَندِسوم/اَنسوم:آمده‌ایم
اَندِسی (ن)/اَنسی (ن):آمده‌اید
اَندِسن/اَنسِن:آمده‌اند
افعال متعدی: صرف فعل کِردن
اُم کِردَِ:کرده‌ام
اُِت کِردِ:کرده‌ای
اُِش کِردِ:کرده‌است
(اُِ) مو کِردِ:کرده‌ایم
(اُِ) تو کِردِ:کرده‌اید
(اُِ) شو کِردِ:کرده‌اند
ماضی استمراری:
افعال لازم:
می‌ندَم/مَِندَم:می‌آمدم
می‌ندِی/مندِی/مندَه:می‌آمدی
میَمه/میمِی/میمو:می‌آمد
می‌ندوم/مندوم:می‌آمدیم
می‌ندی (ن)/مندی (ن):می‌آمدید
می‌ندِن/مندِن:می‌آمدند
افعال متعدی:
اُم می کِه/کی:می‌کردم
اُِت می کِه/کی:می‌کردی
اُِش می کِه/کی:می‌کرد
(ا) مو می کِه/کی:می‌کردیم
(ا) تو می کِه/کی:می‌کردید
(ا) شو می که/کی:می‌کردند
ماضی دور (بعید):
افعال لازم:
اَنده/اَنسه بِدَم:آمده بودم
اَنده/اَنسه بِدِی:آمده بودی
اندِسا، اَنسا، اَنده بی:آمده بود
انده/انسه بِدوم:آمده بودیم
انده/انسه بِدی (ن):آمده بودید
انده/انسه بِدِن:آمده بودند
افعال متعدی:
ام کِردسا/اُم کرده بی:کرده بودم
ات کردسا/ات کرده بی:کرده بودی
اش کردسا/اش کرده بی:کرده بود
مو کردسا/مو کرده بی:کرده بودیم
تو کردسا/تو کرده بی:کرده بودید
شو کردسا/شو کرده بی:کرده بودند